# 晋华纺织

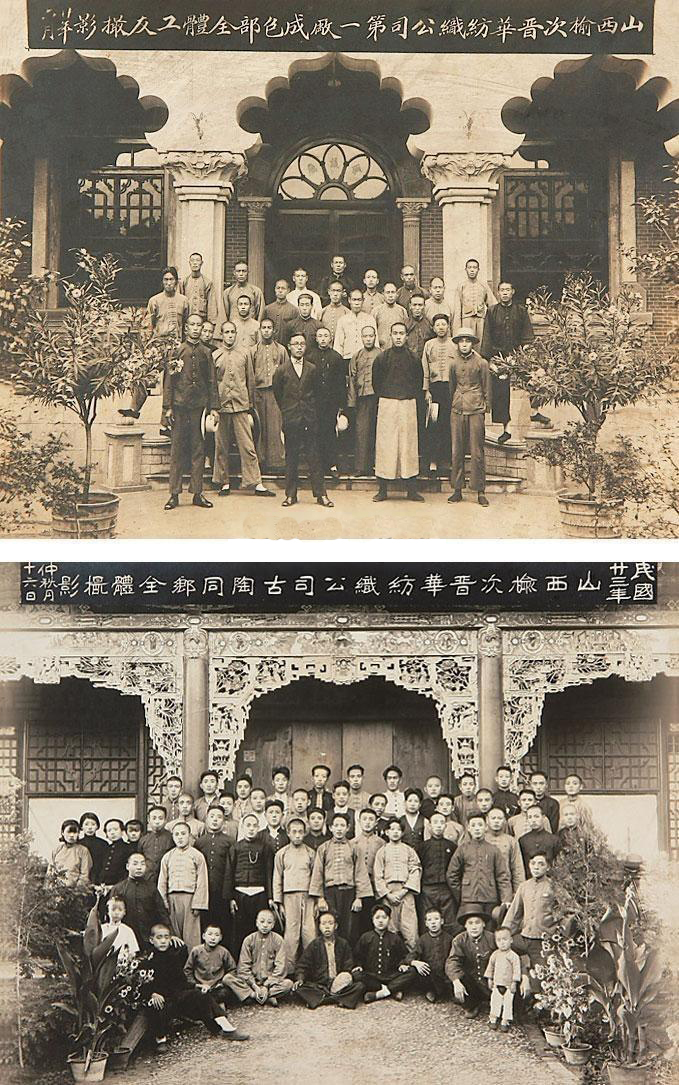
晋华纺织公司工人合影

山西晋华纺织有限公司，前身为1919年春，由榆次商人贾俊臣等与山西银行经理徐一清、省财政厅长崔文征以及榆次县乡绅赵鹤年等人发起并集股150万元，在榆次北门外建立的晋华纺织股份公司。是山西省第一家由民族资本创办的纺织企业。1924年正式投产，1937年被日军侵占，抗日战争结束后被阎锡山接管，收入西北实业公司，更名为西北实业公司榆次纺织厂，1948年由中共政府接管，更名为国营晋华纺织厂。